# Gjethuset (København)
Gjethuset var et kongeligt støberi til fremstilling af klokker og kanoner kendt fra cirka 1500. Efter skiftende placeringer blandt andet ved Sankt Clara Kloster i Møntergade opførtes efter Christian 5.s ordre i 1671 et nyt på Kongens Nytorv i København.
Det kongelige kanonstøberi blev bygget på Kongens Nytorv som da var et temmelig øde område. Gjethuset blev placeret i den ende af torvet, som stødte op mod Flådeværftet på Bremerholm efter som kanonstøberiet til at starte med var Søetatens ansvarsområde, og efter et par år var produktionen af kanoner til nationens krigsskibe i gang. Det kneb imidlertid med at få økonomien til at hænge sammen og i 1757 overgik produktionen af flådens kanoner til Johan Frederik Classens private støberi i Frederiksværk.
Rytterstatuen af Frederik V af den franske billedhygger Jacques-François-Joseph Saly blev 1764 støbt i Gjethuset og en del af muren i huset revet ned, således at rytterstatuen kunne komme ud på sin sidste rejse til Amalienborg Slotsplads. Måske blev også Christian 5.s rytterstatue, som står på Kongens Nytorv, støbt i Gjethuset.
Den gamle fabriksbygning blev der derefter oprettet et kadetakademi for artilleriets kadetter og en tjenestebolig til chefen for artilleriet og ingeniørkorpset. I perioden 1830-66 tjente bygningen som militærhøjskole. Den militære højskole i Gjethuset lukkede i 1868, og fire år senere blev den 200 år gamle bygning revet ned for at gøre plads til Det Kongelige Teater, men allerede i 1720 havde den franske teatermaler, maskinmester og vinhandler Etienne Capion opført forestillinger i Det lille Gjethus (støbehus, også kaldet Tjærehuset) på Kongens Nytorv. Det blev dog ikke nogen succes – ikke mindst fordi forestillingerne blev opført på fransk og tysk